# Aéroport de Points North Landing
L'aéroport de Points North Landing est un aéroport situé en Saskatchewan, au Canada.

## Compagnies et destinations
| Compagnies | Destinations                                                                   |
| ---------- | ------------------------------------------------------------------------------ |
| Rise Air   | La Ronge (Barber Field), Prince Albert Glass Field), Saskatoon, Wollaston Lake |

Édité le 16/05/2025